# Hypogrammodes micropis
Hypogrammodes micropis là một loài bướm đêm trong họ Noctuidae.